# Lort River
Lort River är ett vattendrag i Australien. Det ligger i delstaten Western Australia, omkring 540 kilometer öster om delstatshuvudstaden Perth.
Trakten runt Lort River består i huvudsak av gräsmarker. Genomsnittlig årsnederbörd är 584 millimeter. Den regnigaste månaden är juli, med i genomsnitt 85 mm nederbörd, och den torraste är februari, med 14 mm nederbörd.